# Il bramino dell'Assam
Il bramino dell'Assam è un romanzo d'avventura di Emilio Salgari, pubblicato nel 1911 a Firenze dall'editore Bemporad. Si tratta del nono volume del cosiddetto ciclo indo-malese ideato dal romanziere veronese; più precisamente, Il bramino dell'Assam fa parte del "secondo ciclo di Sandokan", la cui inaugurazione si fa tradizionalmente risalire al precedente libro La riconquista del Mompracem del 1908. Il romanzo, che presenta un finale aperto, forma una sola unità narrativa con i successivi La caduta di un impero e La rivincita di Yanez, romanzi serrafila dell'intero ciclo.
Come già nel romanzo che lo precede, anche in quest'opera Salgari sceglie di concentrarsi sulle avventure di Yanez de Gomera, senza che il suo fraterno amico Sandokan entri nell'azione: questa scelta letteraria, per molti versi coraggiosa e lungimirante, costituisce la sorpresa insita nel nuovo mini-ciclo di storie.

## Trama
Assam, India orientale, fine XIX secolo. Il cinquantenne Yanez De Gomera, ex capo-pirateria dei tigrotti di Mompracem, è ormai da anni lo stimato rajah dello stato indiano dell'Assam, sul quale regna con la sua consorte Surama, ed è anche diventato padre del piccolo Soarez.
Nel giro di pochi giorni, tre ministri del regno muoiono avvelenati. Intuendo che si tratti di un evidente attentato alla stabilità del reame, Yanez, coadiuvato dal fedele Kammamuri e dall'altro ex capo-pirateria Tremal-Naik, riesce a comprendere che dietro la macchinazione c'è il deposto rajah Sindhia, evaso da una clinica di Calcutta, dove era stato ricoverato al termine del romanzo Alla conquista di un impero. Dopo un rocambolesco inseguimento nell'impianto fognario di Gauhati, capitale del regno, Yanez mette le mani su uno dei capi della cospirazione, un paria che si fa passare per bramino.
L'uomo, portato nelle segrete del palazzo reale per essere sottoposto ad interrogatorio, rivela una straordinaria capacità ipnotica e soggioga con un semplice sguardo la volontà della rhani Surama, inducendola a compiere varie azioni criminose, la più pericolosa delle quali è l'incendio del palazzo reale.
Yanez, con l'aiuto di Kammamuri, di Tremal-Naik e dell'esperta guida Timul, ritrova e mette in salvo la principessa, la quale si era data alla fuga, e organizza la controffensiva. Al comando delle sue truppe di rajaputi, cinge d'assedio la pagoda di Kalikò, in cui si sarebbero nascosti i sommi vertici della cospirazione al potere regio.

## Paternità dell'opera
Negli ultimi anni della sua vita, tragicamente conclusasi il 25 aprile del 1911, Emilio Salgari si ritrovò a vivere un periodo di grave disagio familiare, acuito da un crescente dissesto economico, cui la sua pur frenetica attività non riusciva a porre freno. Per questi motivi, si è spesso dubitato dell'autenticità della sua ultima produzione, in cui senz'altro rientra Il bramino dell'Assam.
A questo riguardo, le ipotesi offerte sono due. Una prima tende a considerare questo romanzo, così come i successivi due che chiuderanno il ciclo (La caduta di un impero e La rivincita di Yanez), alla stregua di romanzi interpolati o, se non altro, influenzati dalla mano di almeno un ghostwriter. Una seconda opinione, invece, pur notando e considerando la presenza di ritocchi stilistici e minime revisioni effettuate dai collaboratori editoriali, propone un'idea contraria: l'intera opera sarebbe autentica e, comunque, le leggere modifiche sarebbero state pienamente accettate da Emilio Salgari.
Un importante indizio capace di far propendere a favore dell'una o dell'altra ipotesi sarebbe, in teoria, rappresentato dal finale aperto di questo breve romanzo, lungo appena 12 capitoli; tuttavia, non esistono allo stato attuale dati sufficienti per capire come mai l'unità narrativa sia stata scomposta in una trilogia. Potrebbe trattarsi di una scelta editoriale (accettata da Salgari), così come di un inconveniente di percorso, con l'autore vistosi costretto a tagliare in più parti un'opera unica, divenuta troppo lunga e dettagliata. Peraltro, vale la pena di notare come Salgari, anni addietro, avesse già "spezzato" l'unità narrativa durante la stesura del ciclo dei corsari delle Antille e, più precisamente, in occasione della pubblicazione de Il Corsaro Nero e del suo logico seguito La regina dei Caraibi.

## Edizioni
Fonte: Catalogo del Servizio Bibliotecario Nazionale.
- Emilio Salgari, Il bramino dell'Assam: avventure, 10 illustrazioni di Gennaro D'Amato, Firenze, Bemporad, 1911,  p. 255.
- Emilio Salgari, Il bramino dell'Assam, illustrazioni di Carlo Alberto Michelini, Milano, Mursia, 1990,  p. 193.
- Emilio Salgari, Il bramino dell'Assam, illustrazioni di Gennaro D'Amato, Milano, Fabbri, 2005,  p. 152.
- Emilio Salgari, Il bramino dell'Assam, 8 illustrazioni di Gennaro D'Amato, Milano, RBA Italia, 2011,  p. 186.